# San Marino i olympiska sommarspelen 2020
San Marino deltog med en trupp på fem idrottare vid de olympiska sommarspelen 2020 i Tokyo som hölls mellan den 23 juli och 8 augusti 2021 efter att ha blivit framflyttad ett år på grund av covid-19-pandemin. Det var 15:e sommar-OS som San Marino deltog vid.
Sportskytten Alessandra Perilli tog landets första medalj genom tiderna, ett brons i trap den 29 juli. San Marino blev samtidigt det minsta landet efter antalet invånare att ta en medalj i ett olympiskt spel. Två dagar senare tog Perilli och Gian Marco Berti landets andra medalj, ett silver i mixad trap. Den 5 augusti tog sedan San Marino sin tredje medalj då brottaren Myles Amine tog brons i 86 kg-klassen i fristil. San Marino tog flest medaljer efter antalet invånare i samtliga länder vid OS 2020.

## Medaljer
| Medalj | Namn                                | Sport     | Gren                     | Datum     |
| ------ | ----------------------------------- | --------- | ------------------------ | --------- |
| Silver | Gian Marco Berti Alessandra Perilli | Skytte    | Mixad trap               | 31 juli   |
| Brons  | Alessandra Perilli                  | Skytte    | Damernas trap            | 29 juli   |
| Brons  | Myles Amine                         | Brottning | Herrarnas 86 kg, fristil | 5 augusti |

## Brottning
Fristil
| Brottare    | Gren             | Åttondelsfinal        | Kvartsfinal          | Semifinal            | Återkval             | Final / BM               | Final / BM |
| Brottare    | Gren             | Motståndare Resultat  | Motståndare Resultat | Motståndare Resultat | Motståndare Resultat | Motståndare Resultat     | Placering  |
| ----------- | ---------------- | --------------------- | -------------------- | -------------------- | -------------------- | ------------------------ | ---------- |
| Myles Amine | Herrarnas −86 kg | Izquierdo (COL) W 4–1 | Taylor (USA) L 1–4   | Gick inte vidare     | Shabanau (BLR) W 3–0 | Deepak Punia (IND) W 3–1 | 3          |

## Judo
| Idrottare       | Gren                          | 32-delsfinal         | Sextondelsfinal          | Åttondelsfinal       | Kvartsfinal          | Semifinal            | Återkval             | Final / BM           | Final / BM       |
| Idrottare       | Gren                          | Motståndare Resultat | Motståndare Resultat     | Motståndare Resultat | Motståndare Resultat | Motståndare Resultat | Motståndare Resultat | Motståndare Resultat | Placering        |
| --------------- | ----------------------------- | -------------------- | ------------------------ | -------------------- | -------------------- | -------------------- | -------------------- | -------------------- | ---------------- |
| Paolo Persoglia | Herrarnas mellanvikt (−90 kg) | bye                  | van 't End (NED) L 00–10 | Gick inte vidare     | Gick inte vidare     | Gick inte vidare     | Gick inte vidare     | Gick inte vidare     | Gick inte vidare |

## Simning
| Simmare         | Gren                    | Heat     | Heat      | Final            | Final            |
| Simmare         | Gren                    | Tid      | Placering | Tid              | Placering        |
| --------------- | ----------------------- | -------- | --------- | ---------------- | ---------------- |
| Arianna Valloni | Damernas 800 m frisim   | 8.54,78  | 29        | Gick inte vidare | Gick inte vidare |
| Arianna Valloni | Damernas 1 500 m frisim | 16.54,64 | 32        | Gick inte vidare | Gick inte vidare |

## Skytte
| Idrottare                           | Gren            | Kval  | Kval      | Final            | Final            |
| Idrottare                           | Gren            | Poäng | Placering | Poäng            | Placering        |
| ----------------------------------- | --------------- | ----- | --------- | ---------------- | ---------------- |
| Gian Marco Berti                    | Herrarnas trap  | 121   | 18        | Gick inte vidare | Gick inte vidare |
| Alessandra Perilli                  | Damernas trap   | 122   | 2 Q       | 29               | 3                |
| Gian Marco Berti Alessandra Perilli | Mixad trap, lag | 148   | 2 Q       | 40               | 2                |